# Frota da Barcas Rio
A frota da Barcas Rio é composta por 17 embarcações, sendo 12 catamarãs e 5 barcas.
| Nome da embarcação | Ano de construção | Tipo            | MMSI      | Proa    | Velocidade máxima | Velocidade máxima | Capacidade        | Linhas    | Linhas   | Linhas | Linhas                  | Linhas |
| Nome da embarcação | Ano de construção | Tipo            | MMSI      | Proa    | nós               | km/h              | Capacidade        | Araribóia | Charitas | Cocotá | Paquetá                 | DIVSUL |
| ------------------ | ----------------- | --------------- | --------- | ------- | ----------------- | ----------------- | ----------------- | --------- | -------- | ------ | ----------------------- | ------ |
| Itaipu             | 1950              | Barca           | 710102036 | Simples | 11,3 nós          | 20,9 km/h         | 1.000 passageiros | —         | —        | —      | —                       | DIVSUL |
| Brizamar           | 1987              | Barca           | 710102045 | Simples | 9,8 nós           | 18,1 km/h         | 500 passageiros   | —         | —        | —      | —                       | DIVSUL |
| Charitas           | 1988              | Barca           | 710102046 | Simples | 9,6 nós           | 17,8 km/h         | 500 passageiros   | —         | —        | —      | —                       | DIVSUL |
| Falcão             | 1994              | Catamarã HSC    | 710102048 | Simples | 29,3 nós          | 54,3 km/h         | 407 passageiros   | —         | Charitas | Cocotá | Paquetá (eventualmente) | —      |
| Harpia             | 2003              | Catamarã        | 710128371 | Simples | 17,9 nós          | 33,2 km/h         | 645 passageiros   | —         | Charitas | Cocotá | Paquetá                 | —      |
| Zeus I             | 2004              | Catamarã MC25   | 710020980 | Simples | 24,2 nós          | 44,8 km/h         | 237 passageiros   | —         | Charitas | —      | —                       | —      |
| Apolo I            | 2004              | Catamarã MC25   | 710102031 | Simples | 24,8 nós          | 45,9 km/h         | 237 passageiros   | —         | Charitas | —      | Paquetá (eventualmente) | —      |
| Netuno I           | 2005              | Catamarã MC25   | 710102039 | Simples | 24,2 nós          | 44,8 km/h         | 237 passageiros   | —         | Charitas | —      | —                       | —      |
| Gávea I            | 2006              | Catamarã HC18   | 710102030 | Dupla   | 13,6 nós          | 25,2 km/h         | 1.300 passageiros | Araribóia | —        | —      | —                       | —      |
| Ingá II            | 2006              | Catamarã HC18   | 710102038 | Dupla   | 15,7 nós          | 29,1 km/h         | 1.300 passageiros | Araribóia | —        | —      | —                       | —      |
| Urca III           | 2007              | Catamarã HC18   | 710019710 | Dupla   | 15,4 nós          | 28,5 km/h         | 1.300 passageiros | Araribóia | —        | —      | —                       | —      |
| Neves V            | 2008              | Catamarã HC18   | 710020960 | Dupla   | 15,0 nós          | 27,8 km/h         | 1.300 passageiros | Araribóia | —        | —      | —                       | —      |
| Pão de Açúcar      | 2014              | Catamarã US2000 | 710021070 | Dupla   | 17,7 nós          | 32,8 km/h         | 2.000 passageiros | Araribóia | —        | —      | —                       | —      |
| Corcovado          | 2015              | Catamarã US2000 | 710023770 | Dupla   | 17,4 nós          | 32,2 km/h         | 2.000 passageiros | Araribóia | —        | —      | —                       | —      |
| Itacoatiara        | 2016              | Catamarã US2000 | 710024480 | Dupla   | 16,3 nós          | 30,2 km/h         | 2.000 passageiros | Araribóia | —        | —      | —                       | —      |
| Ilha Grande        | 2015              | Barca           | 710025930 | Simples | 20,0 nós          | 37,0 km/h         | 500 passageiros   | —         | Charitas | —      | Paquetá                 | —      |
| Angra dos Reis     | 2019              | Barca           | 710004485 | Simples | 20,0 nós          | 37,0 km/h         | 500 passageiros   | —         | Charitas | —      | Paquetá                 | —      |